# Hygrostola
Hygrostola là một chi bướm đêm thuộc họ Noctuidae.

## Các loài
- Hygrostola homomunda Fletcher, 1961
- Hygrostola robusta (Hampson, 1894)